# BSat-3A
BSat-3A – geostacjonarny satelita telekomunikacyjny do bezpośredniego przekazu sygnałów telewizyjnych do odbiorników domowych, będący własnością japońskiej firmy B-SAT. Znajduje się nad południkiem 110°E. Zasięgiem działania obejmuje głównie Japonię. Planowany czas działania statku to co najmniej 13 lat.
Satelita dokonuje dystrybucji sygnałów telewizyjnych za pomocą 12 transponderów pasma Ku, o mocy 130 W każdy. Cztery transpondery są rezerwowe.
Statek zbudowany został w oparciu o platformę A2100 A. Stabilizowany trójosiowo. Ogniwa słoneczne na końcu misji będą wytwarzały do 2,8 kW energii elektrycznej.